# Зигурат
Зигурат (вавилонски ziqqurrat, од zaqāru „зидати на узвишеном месту") је храм кула у древној месопотамској долини и Персији (Иран), у облику терасасте пирамиде. 
Једна од најбоље очуваних зигурата налази се у Чока Занбилу у западном Ирану, који је неким чудом преживео упркос разарањима у осмогодишњем Иранско-ирачки рат у осамдесетим годинама 20. века у коме су уништена многа археолошка налазишта. Сиалк, у Кашану, Иран, сматра се најстаријим познатим зигуратом, који потиче из раног трећег миленијума п. н. е. Нацрти зигурата крећу се од једноставних постоља на којима су подигнути храмови до чуда математике и грађевинарства који се састоје од неколико терасастих спратова на чијем врху се налази храм.
Пример једноставног зигурата је „Бели храм“ у Уруку, у старом Сумеру. Сам зигурат је платформа на којој је подигнут Бели храм. Њена сврха је да храм приближи небесима и омогући приступ храму степеницама. Оригинална пирамидална структура, „Ану Зигурат“, датира од око 4000. године пре нове ере, а Бели храм је изграђен на врху око 3500. п. н. е.
Пример великог и масивног зигурата је зигурат Мардук, или Етеменанки, у древном Вавилону. Нажалост, од ове грађевине остали су само темељи, али ипак археолошка открића и историјски прикази потврђују да је она била вишебојна седмоспратна грађевина, са храмом са врло прецизним пропорцијама на врху. Верује се да је храм био обојен у индиго плаву боју, као и виши спратови. Познато је да су постојала три степеништа која су водила према храму, од којих су се два бочна уздизала само до половине зигурата.
Етеменанки, назив грађевине је на сумерском и значи „Стварање неба и земље." Врло вероватно га је градио Хамураби, а у основи храма откривени су остаци ранијих зигурата. Последњи спрат се састојао од 15 метара високог објекта у облику кутије од печене опеке који је саградио краљ Навукодоносор II.
Зигурати су била врста храма заједничког за Сумере, Вавилонце и Асирце из древне Месопотамије. Најстарији примери зигурата датирају с краја трећег миленијума п. н. е. а последњи су из 6. века п. н. е. Грађени у смакнутим редовима око правоугаоне, кружне или квадратне основе, зигурати су имали пирамидалну структуру. Опеке сушене на сунцу чинили су срж зигурата, док је фасада била од печене опеке. Фасада је често бојена у разне боје и вероватно је имала неко космолошко значење. Број спратова био је од два до седам, са светилиштем или храмом на врху. Приступ светилишту био је омогућен низом степеника с једне стране зигурата или спиралним степеништем од основе до врха. Најзначајнији примери ових грађевина су рушевине у Уру и Корсабаду у Месопотамији. 
Према Херодоту, на врху сваког зигурата било је светилиште, иако ниједно од ових светилишта није сачувано. Једна практична функција зигурата било је високо место на коме су свештеници могли да избегну надолазећу воду која је годишње плавила низине и повремено плавила стотинама километара, на пример, поплава 1967. године. Друга практична функција зигурата била је безбедност. Пошто се светилишту могло приступити само преко три степеништа, мали број чувара је могао да спречи не-свештенике да шпијунирају ритуале у светилишту на врху зигурата. Сваки зигурат је био део храмског комплекса који је обухватао двориште, оставе, купатила и стамбене просторе, око којих се ширио град, као и место за богослужење.
Месопотамски зигурати нису били места јавног обожавања или свечаности већ се веровало да су они били станови богова. Кроз зигурате богови су могли да буду ближе човечанству и сваки град имао је свог бога или богињу заштитника. Само је свештеницима било дозвољено да улазе у зигурат и њихова обавеза је била да се брину о боговима и њиховим потребама. Због тога су свештеници били врло моћни чланови сумерског друштва. 
Претпоставља се да је зигурат био и симболичка представа првобитне хумке на којој је изграђен свет. Такође, зигурат је можда грађен и као мост између неба и земље. За храмове Сумера се веровало да су космичке осе, вертикална веза између неба и земље, земље и подземља, и хоризонтална веза између земаља. Зигурат изграђен на седам нивоа представљао је седам небеса и равни постојања, седам планета и седам метала повезаних с њима и седам одговарајућих боја. 
Зна се за укупно 32 зигурата који постоје у Месопотамији. Четири су у Ирану, а остали су углавном у Ираку. Последњи који је откривен, у Сиалку, налази се у централном Ирану.
Зигуратски стил архитектуре се и данас копира широм света. Неки примери су:
- Централна библиотека Универзитета у Тенесију у Ноксвилу.
- Зигурат покрај реке, у близини центра Сакрамента, који служи као пословна зграда.
- Дворана за боравак студената на Универзитету East Anglia, у Норичу, Велика Британија.

Библијски запис о Вавилонској кули можда се заснива на месопотамском зигурату.